# Escuela Media de Guangya de Guangdong
La Escuela Media de Guangya de Guangdong (en chino simplificado, 广东广雅中学) es una escuela media en Cantón, Guangdong, China. Fue fundada por Zhang Zhidong, el Virrey de Liangguang el 16 de julio de 1888, su predecesor más temprano, la Academia de Guangya, era una de las Cuatro Academias de China durante los últimos años de la Dinastía Qing. El nombre de «Guangya» fue elegido por Zhang Zhidong, que significaba la erudición y la honradez.
La escuela sigue el sistema de educación secundaria estándar de China. Ofrece los programas de la educación secundaria menor y mayor de tres años. Recluta a los estudiantes a través de los exámenes municipales para la admisión en las escuelas medias. Además del campus principal en Cantón, también opera un campus de financiación privada en el condado de Yangdong de Yangjiang, Guangdong que ofrece la educación primaria y secundaria.

## Historia

### Establecimiento
En un memorial para la corte imperial, Zhi Zhidong expuso sus motivaciones para el establecimiento de la Academia de Guangya. Escribió sobre la necesidad de favorecer la erudición para crear una atmósfera social educada en Liangguang. También citó las capacidades inadecuadas de varias academias existentes para la admisión de los estudiantes. Recibió permiso para comprar 124 mu (82,7 hectáreas) de tierra en el noroeste de Cantón (conocido como Shengcheng, o la Capital Provincial, en aquella era) para la academia. La construcción se comenzaron el 11 de junio de 1887 y se completó un año después a un costo de 138.866 taeles de plata. La academia se abrió el 16 de julio de 1888 con un presupuesto anual de 17.150 taeles de plata. El director inaugural era Liang Dingfen, un erudito a quien Zhang Zhidong consultaba frecuentemente sobre los asuntos de educación.

### Evolución
Durante los más de 120 años de su historia, la Escuela Media de Guangya ha evolucionado mientras se ha desarrollado la historia moderna de China. Hasta el colapso de la Dinastía Qing, la Academia de Guangya y sus sucesores continuaron siendo una academia china tradicional donde se practicaba la doctrina de Zhang Zhidong de «la aprendizaje chino para los principios fundamentales y el aprendizaje occidental para la aplicación práctica» (en chino tradicional, 中學為體，西學為用). En 1912, bajo el reinado de la recién fundada República de China, la academia, que había dejado de admitir a los estudiantes de Guangxi y se conocía como la Academia Avanzada de Guangdong, se reorganizó en la Escuela Media Nr. 1 Provincial de Guangdong y se convirtió en la primera escuela media establecida en Guangdong. La escuela adoptó el sistema occidental de la educación secundaria menor y mayor de tres años en 1922 and creó una sección mayor en 1924 cuando los primeros estudiantes menores se graduaron bajo el nuevo sistema. En 1928, el educador Liang Shuming fue nombrado el director y propuso el tema de «Perseguir los Fundamentales y la Verdad» (en chino tradicional, 務本求實). El nombre de «Guangya» fue restaurado cuando la escuela recibió el nuevo nombre de la Escuela Media Provincial de Guangya de Guangdong en 1935, entonces abandonado en 1939 cuando la escuela se movió fuera de Cantón mientras la ciudad cayó en manos de las fuerzas japonesas, y restaurado de nuevo en 1941.
El nombre actual de la «Escuela Media de Guangya de Guangdong» fue utilizado por primera vez en 1949 bajo el reinado de la República Popular de China. Durante la Revolución Cultural, el nombre de la escuela se cambió en la «Escuela de Bandera Roja de Guangdong» y luego la «Escuela Media de Bandera Roja de Guangdong», reflejando evidentemente el fanatismo político de la era. Fue redesignada la Escuela Media Nr. 54 de Cantón en 1969. El último renombramiento ocurrió en 1978. El nombre actual fue restaurado y no se ha cambiado desde entonces.